# Anomala inconsueta
Anomala inconsueta är en skalbaggsart som beskrevs av Ohaus 1910. Anomala inconsueta ingår i släktet Anomala och familjen Rutelidae. Inga underarter finns listade i Catalogue of Life.